# Chilly (Ardennes)
Chilly település Franciaországban, Ardennes megyében. Lakosainak száma 133 fő (2022. január 1.). Chilly Blombay, Étalle, Laval-Morency, Sévigny-la-Forêt és Tremblois-lès-Rocroi községekkel határos.

## Népesség
A település népességének változása:
| Lakosok száma | 131  | 111  | 111  | 144  | 150  | 151  | 143  | 138  | 135  | 133  |
|               | 1968 | 1982 | 1990 | 2006 | 2013 | 2015 | 2017 | 2019 | 2020 | 2022 |